# پایگاه هوائی لودینویه پل
پایگاه هوائی لودینویه پل (به انگلیسی: Lodeynoye Pole (air base)) یک فرودگاه نظامی است که یک باند فرود بتن دارد و طول باند آن ۲۵۰۰ متر است. این فرودگاه در شهر  لودینویه پوله کشور روسیه قرار دارد و در ارتفاع ۱۷ متری از سطح دریا واقع شده است.